# Кечулаць
Кечулаць, Кечулаці (рум. Căciulați) — село у повіті Ілфов в Румунії. Входить до складу комуни Моара-Влесієй.
Село розташоване на відстані 21 км на північ від Бухареста, 122 км на південь від Брашова.

## Населення
За даними перепису населення 2002 року у селі проживали 1682 особи. Усі жителі села рідною мовою назвали румунську.
Національний склад населення села:
| Національність | Кількість осіб | Відсоток |
| -------------- | -------------- | -------- |
| румуни         | 1661           | 98,8%    |
| цигани         | 20             | 1,2%     |